# Misha Mengelberg

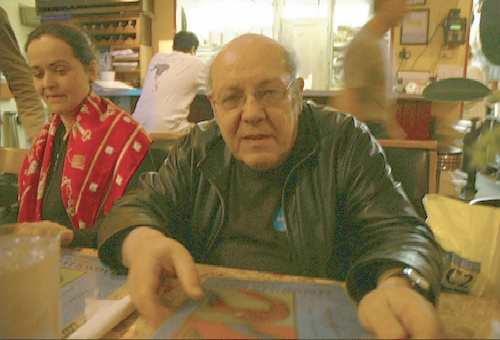
Misha Mengelberg in Austin, Texas (2006)

Misha Mengelberg (* 5. Juni 1935 in Kiew, Ukrainische SSR; † 3. März 2017 in Amsterdam) war ein niederländischer Pianist, Komponist und Bandleader.

## Biografie
Mengelberg war der Sohn des Dirigenten und Komponisten Karel Mengelberg und Großneffe von Willem Mengelberg. Seine Mutter war die Harfenistin Rahel Draber. Er wurde während eines Aufenthalts seiner Eltern in Kiew geboren. 1938 kehrte die Familie aber nach Amsterdam zurück. Er begann ein Architekturstudium und studierte anschließend am Königlichen Konservatorium in Den Haag zwischen 1958 und 1964 Musik, u. a. Komposition und Musiktheorie bei Kees van Baaren. Schon während seines Studiums erwarb er sich einen Ruf als Jazzpianist und gewann 1959 den Jazz-Wettbewerb in Loosdrecht. Einflussreich war eine Begegnung mit John Cage während der Darmstädter Ferienkurse für Neue Musik.
1961 gründete er ein Quartett mit dem Altsaxophonisten Piet Noordijk, dem Bassisten Rob Langereis (später ersetzt durch Jacques Schols) und dem Schlagzeuger Han Bennink, mit dem sie u. a. Johnny Griffin und 1964 Eric Dolphy auf seiner letzten Aufnahme begleiteten. 1966 erhielt Mengelberg den Wessel-Ilcken-Preis. 1964 trat das Quartett auf dem Newport Jazz Festival auf (als damals einzige europäische Gruppe). Als sich Mengelberg und Bennink freieren Jazzformen zuwandten, trennten sie sich 1967 von Schols und Noordijk und spielten stattdessen mit Maarten Altena und Willem Breuker im Quartett, der Keimzelle des im gleichen Jahr gegründeten Instant Composers Pool (ICP).

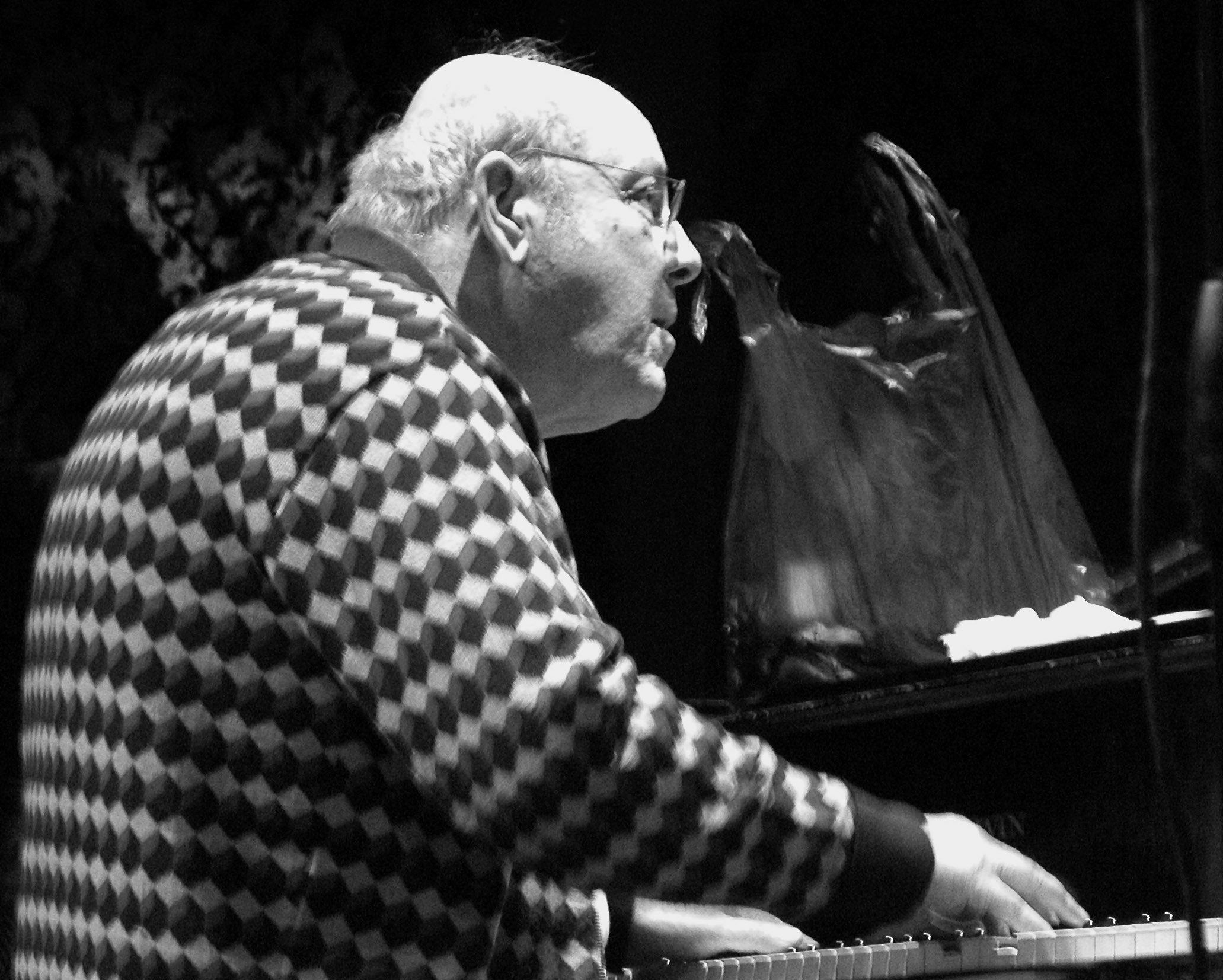
Misha Mengelberg (2004)

1969 schrieb er mit den Komponisten Louis Andriessen, Jan van Vlijmen, Peter Schat, Reinbert de Leeuw und den Librettisten Harry Mulisch und Hugo Claus die Oper Reconstructie. Die Gruppe gründete 1969 das Studio for electro instrumental music (Steim) in Amsterdam, das bis heute besteht.
Das von Mengelberg geleitete Instant Composers Pool Orchestra (ICP Orchestra) verbindet unter anderem Stilelemente europäischer Musik mit denen des Free Jazz. Misha Mengelberg gilt als einer der bedeutendsten zeitgenössischen Komponisten der Niederlande und kombinierte Elemente des Fluxus und des Jazz mit solchen aus der Neuen Musik, Neuen Improvisationsmusik und der Klassik. Er ist als improvisierender Pianist mit international bekannten Jazzmusikern wie Anthony Braxton, Sunny Murray, Peter Brötzmann, Steve Lacy und Roswell Rudd aufgetreten, wobei er häufig das Repertoire der gleichfalls „kauzigen“ Pianisten Thelonious Monk (1986 für das ICP Orchestra bzw. in Two Days in Chicago, 1999) und Herbie Nichols (1984 für das ICP Orchestra) pflegte. 1990 nahm er sich mit dem ICP Orchestra die Musik von Duke Ellington vor. 2000 entstand mit Sabu Toyozumi das Duoalbum The Analects of Confucius, erschienen 2025 bei NoBusiness Records.
Im Februar 2013 nahm Mengelberg, der an Demenz erkrankt war, seinen Abschied von der Bühne. Seine (unvollendete) Oper Koien (Kühe) wurde 2015 beim Holland Festival mit dem ICP Orchestra unter Guus Janssen aufgeführt. Er hat zahlreiche Schallplatten und CDs veröffentlicht (häufig auf dem musikereigenen Label ICP, das er mit Bennink und Breuker bereits in den 1960ern gründete).
1972 bis 1981 war er Vorsitzender der niederländischen Berufsvereinigung für improvisierende Musik. Ab 1982 war er Dozent am Konservatorium Amsterdam.

## Auszeichnungen

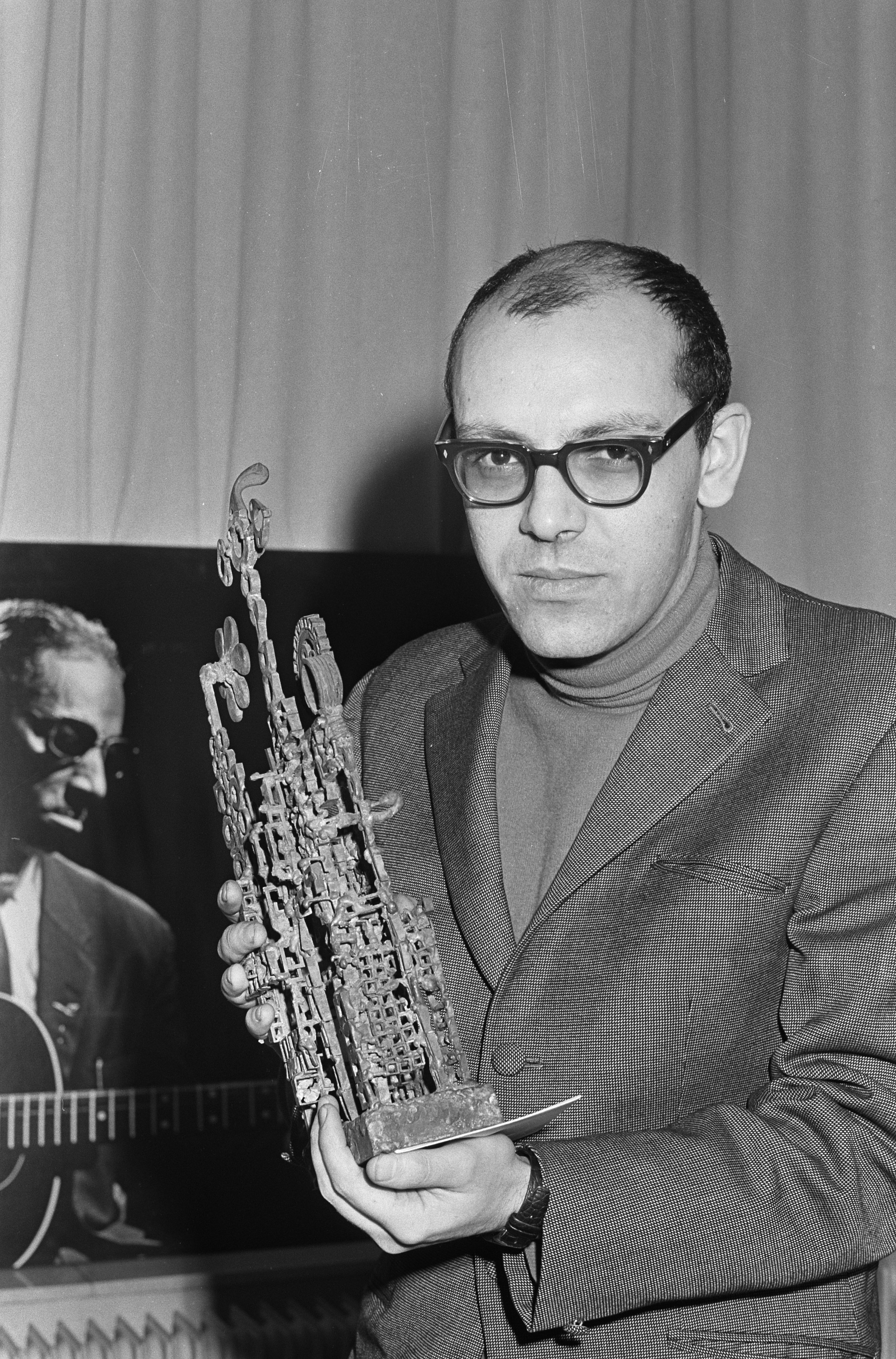
Misha Mengelberg mit dem Wessel Ilcken Prijs (1966)

Mengelberg erhielt 1961 den Kompositionspreis der Stiftung Gaudeamus. 1966 wurde ihm der Wessel Ilcken Prijs verliehen. 1989 wurde er auf dem North Sea Jazz Festival mit dem Bird Award ausgezeichnet.

## Film
- AFIJN, Niederlande 2005, 77 Minuten, Farbe. Regie, Schnitt: Jellie Dekker. Dokumentarfilm über Misha Mengelberg